# 奧氏鋸花鱂
奧氏鋸花鱂，為輻鰭魚綱鯉齒目鯉齒亞目花鳉科的其中一種，分布於中美洲墨西哥Papaloapan的淡水流域，體長可達5公分，棲息在水流快速的溪流，屬肉食性，以小型甲殼類、昆蟲等為食，生活習性不明。

## 擴展閱讀
維基物種上的相關：奧氏鋸花鱂